# Arhopala alkisthenes
Arhopala alkisthenes is een vlinder uit de familie van de Lycaenidae. De wetenschappelijke naam van de soort is voor het eerst geldig gepubliceerd in 1934 door Fruhstorfer.